# دينيش تشاند
دينيش تشاند (بالإنجليزية: Dinesh Chand)‏ هو لاعب غولف فيجي، ولد في 6 فبراير 1972.

## وصلات خارجية
- دينيش تشاند على موقع رابطة اليابان للاعبي الغولف المحترفين (الإنجليزية)
- دينيش تشاند على موقع التصنيف العالمي الرسمي للغولف (الإنجليزية)